# Гуджюс, Андрюс
Андрюс Гуджюс (лит. Andrius Gudžius; род. 14 февраля 1991, Каунас) — литовский метатель диска, чемпион мира 2017 года, чемпион Европы 2018 года.
Андрюс Гуджюс родился в Каунасе, в возрасте 19 лет стал чемпионом Литвы и чемпионом мира среди юниоров. В 2016 году участвовал в Олимпийсках играх в Рио-де-Жанейро. В 2017 году стал чемпионом мира, а спустя год завоевал золотую медаль на чемпионате Европы и был признан спортсменом года Литвы (2018).

## Биография
Гуджюс родился в городе Каунас в семье Римантаса и Вайды Гуджюс. У Андрюса есть младший брат Мантра и сестра. В возрасте одного года семья переехала в Падаугуву (Каунасский район). Женат, воспитывает двоих детей.

## Карьера
В 2010 году Гуджюс метнул диск на 61,85 м на чемпионате страны по легкой атлетике в Каунасе, на тот момент ему было всего 19 лет. Этот результат оказался лучше его предыдущего лучшего результата на 2,55 метра. В этом же году он стал чемпионом мира среди юниоров в Канаде в Монктоне. Был признан восходящей звездой лёгкой атлетики в Европе. 
В 2013 году в Тампере Гуджюс стал чемпионом Европы в возрастной категории до 23 лет.
В 2016 году участвовал на своих первых Олимпийских играх в Рио-де-Жанейро. В квалификации Андрюс отправил снаряд на 65,18 м, что стало лучшим его результатом в сезоне. Благодаря этому броску Гуджюс прошёл в финал с четвёртого места. Тем не менее, в финале он не сумел показать даже подобного результата. Его лучшей попыткой оказалась первая, в которой литовец метнул диск на 60,66 м. Во второй попытке он метнул его на 58,89, а третья вообще оказалась неудачной. Он занял итоговое 12-е место в финале, выбыв из соревнований уже после трёх бросков.
На этапе «Бриллиантовой лиги» в Стокгольме Андрюс стал третьим с результатом 67,29 м. В 2017 году выступал на первенстве планеты в Лондоне. В квалификации Гуджюс стал вторым с результатом 67,01 м, для попадания в число финалистов ему хватило лишь первой попытке — на остальные он даже не выходил. 5 августа 2017 года литовец стал чемпионом мира, метнув диск на 69,21 м в финале. Он показал лучший результат в карьере и обошёл ставшего второго шведа Столя всего на два сантиметра. При этом, швед являлся лидером сезона и главным фаворитом на золотую медаль, от него ожидались броски за 70 метров. 
В 2018 году на турнире имени Януша Кусокински, Андрюс «переписал» свой личный рекорд, запустив снаряд на 69,30 м. В июне в Стокгольме он вновь улучшает свой рекорд, метнув диск на 69,59. В конце сезона стало известно, что это оказался третий по дальности бросок прошедшего года. Выступал на чемпионате Европы в Берлине в 2018 году. В квалификации литовец сумел показать достаточный для попадания в финал результат только с третьей попытки. Тем не менее, в финале Андрюс завоевал золотую медаль с результатом 68,46 м. Он вновь оказался сильнее шведа Столя, опередив его на 23 см. Андрюс выступил на континентальном кубке в Остраве, заняв в личном зачёте третье место (66,95 м). За свои достижения Гуджюс был признан спортсменом года в Литве.

### Лучшие результаты по сезонам
- 2008 – 54,72
- 2009 – 57,17
- 2010 – 61,85
- 2011 – 58,50
- 2012 – 63,39
- 2013 – 62,40
- 2014 – 66,11
- 2015 – 65,51
- 2016 – 65,18
- 2017 – 69,21
- 2018 – 69,59